# Swarovski
Swarovski ( [svaˈʀɔfski] (ajuda·info)) é uma empresa controlada pela companhia Swarovski AG, a detentora da marca, e que está situada em Wattens, na Áustria.
O grupo Swarovski inclui Tyrolit (produtora de abrasivos e máquinas de corte); Swareflex (refletores e sinais luminosos para estradas); Signity (pedras preciosas sintéticas); e Swarovski Optik (instrumentos óticos). A companhia gerencia um parque temático sobre cristais chamado Mundo dos Cristais ou, no idioma original, Swarovski Kristallwelten, situado em Wattens, na Áustria.
Foi também patrocinadora oficial do filme O Fantasma da Ópera (2004), além das joias utilizadas pela protagonista Christine Daaé (interpretada por Emmy Rossum), um manequim e o lustre (um dos principais elementos da história) foram compostos por cristais Swarovski. Também há uma cena em que aparece uma loja fictícia da companhia.
Em 2011, comemorando o aniversário da Fila (empresa), de 110 anos, lançou em conjunto com a marca esportiva, a versão do primeiro tênis da fila, o FX2, cravejada com cristais Swarovski, o icônico calçado teve apenas 100 unidades produzidas pela Fila e se tornou peça de colecionador . A parceira foi um sucesso que outras marcas após isso, vieram a copiá-las.
Todos os cristais Swarovski produzidos desde 2012 são livres de chumbo. A Swarovski agora é administrada pela quinta geração de membros da família.

## História
Os cristais Swarovski foram criados quando Daniel Swarovski inventou em 1892 uma máquina de corte elétrica que facilitou a produção de vidro cristal. No ano de 1895, a companhia Swarovski foi fundada quando o criador abriu uma fábrica de cortes em Wattens.  Naquela cidade, Daniel Swarovski soube tirar vantagem da hidroeletricidade local para utilizar na moenda de alta intensidade elétrica que ele patenteou.

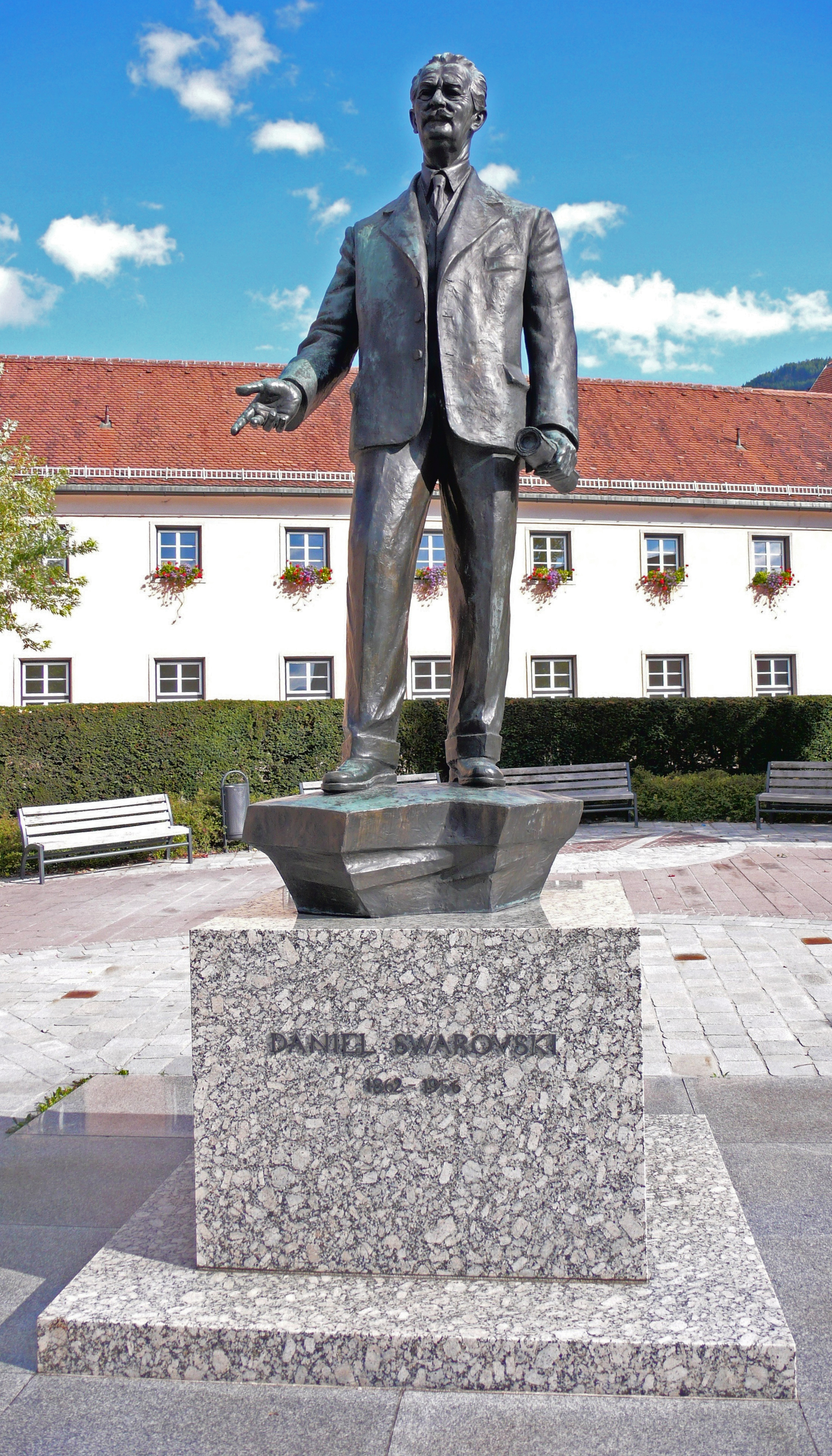
Daniel Swarovski (1862–1956), fundador da empresa

Os cristais Swarovski, tão valiosos quanto os cristais Waterford, são conhecidos em todo o mundo por seu tamanho, brilho, e delicadeza fornecidos pelo corte. Os produtos dos cristais Swarovski incluem esculturas e miniaturas, jóias e os mais variados produtos para decoração, designados a atender tanto fábricas quanto artistas em geral. 
No intuito de criar cristais que permitam a luz refletir as cores do arco-íris, a empresa Swarovski recobre alguns dos seus cristais com metais químicos.  Aurora Borealis, ou AB, é uma das mais populares coberturas que dá à superfície uma aparência multicolorida.  Outras coberturas incluem Crystal Transmission, Volcano, Aurum e Dorado.  As coberturas são aplicadas em 50% dos objetos, no entanto, algumas são recobertas duas vezes e, dessa forma, são designadas AB 2X, Dorado 2X etc.  
O logotipo original do Swarovski era uma flor chamada edelweiss, que tem a aparência de uma estrela, mas foi substituída pelo atual cisne estilizado que serve como logo desde 1988.  Todas as esculturas são marcadas com esse logo. Um dos recém lançamentos foi em 2004, chamada de Xillion, um novo corte patenteado elaborado para otimizar o brilho dos produtos Roses (componentes de cristais com a parte de trás reta) e os Chatons (cortes no estilo de diamantes).
A Swarovski tem encontrado maneiras de inovar suas produções ao associar-se com estilistas famosos e até produtoras de computadores.  Em 7 de junho de 2007, associada com o estilista Hussein Chalayan, a empresa mostrou em desfile de moda na cidade de Tóquio, roupas que emitem luz, na verdade, roupas cravejadas de cristais Swarovski e microlâmpadas (ou Leds) que faziam as roupas reluzirem magnificamente.  Outra associação inteligente da empresa de cristais foi associar-se à fabricante de eletrônicos e computadores NECcorp., e lançar um notebook da Hello Kitty decorado com 299 cristais Swarovski. Também é possível encontrar os cristais na coleção de 2008/2009 da famosas sandálias Melissa com mais de 400 cristais aplicados sobre plástico.
Dessa forma, a empresa austríaca adentra o século XXI mostrando que a beleza de seus cristais pode ir dos armários das donas-de-casa a acessórios eletroeletrônicos das adolescentes.